# María Antonia Peña
María Antonia Peña Guerrero (La Línea de la Concepción, 1966) es una historiadora española catedrática de Historia Contemporánea en la Universidad de Huelva. En julio de 2017 fue elegida Rectora de la Universidad de Huelva, convirtiéndose en la primera mujer en asumir el puesto en esta universidad.

## Trayectoria
Es licenciada en Geografía e Historia por la Universidad de Sevilla y catedrática de Historia Contemporánea por la de Universidad de Huelva. Ejerce como profesora universitaria desde 1991. Entre sus trabajos destaca la investigación en temas como el caciquismo y el clientelismo. Su análisis titulado "El sistema caciquil en la provincia de Huelva. Clase política y partidos (1898-1923)" obtuvo el IX Premio de investigación Díaz del Moral. En la actualidad es la investigadora principal del proyecto 'Historia Cultural de la Corrupción Política en España y América Latina (siglos XIX y XX)'.
Ha realizado diversas estancias de investigación en Roma, Londres, París, La Habana, Lima y Bogotá. Es evaluadora de la Agencia Nacional de Evaluación y Prospectiva, ha formado parte de la junta directiva de la Asociación de Historia Contemporánea, de la 'International Commision for the History of Representative and Parliamentary Institutions' y del Consejo Asesor para la Segunda Modernización de Andalucía.
Fue directora de la Sede Iberoamericana de La Rábida y vicerrectora de Internacionalización y Cooperación al Desarrollo de la Universidad Internacional de Andalucía, además de vicepresidenta primera del Grupo La Rábida, que aglutina la labor de un total de 63 universidades iberoamericanas. En julio de 2017 fue elegida rectora  de la Universidad de Huelva, convirtiéndose en la primera mujer en asumir el puesto en esta universidad y siendo la primera candidata en la historia de los rectores de Andalucía que vence a un candidato en el ejercicio del poder que se presenta a la reelección, en este caso el profesor Francisco Ruiz. Peña ganó con el 50,77% de los votos frente al 45,78% de Francisco Ruiz logrando el apoyo del estudiantado con más del doble de votos.
En 2018 fue incluida en la lista de las 500 mujeres más influyentes de España que publica cada año la revista YoDona con mujeres del mundo del arte, la cultura, la economía, la política o el ámbito social.